# Liste der Finanzminister der Tschechoslowakei
In dieser Liste befinden sich alle Finanzminister der Tschechoslowakei von 1918 bis 1992 einschließlich der autonomen Gebiete 1938/1939 (Slowakei, Karpatenukraine), der Regierungen während des Zweiten Weltkriegs (Slowakischer Staat, Protektorat Böhmen und Mähren, unabhängige Karpatenukraine) und der Teilrepubliken der ČSSR und ČSFR nach 1969. Die Liste ist chronologisch in die allgemein bekannten historischen Zeitabschnitte aufgeteilt – zur Periodisierung siehe Regierungen der Tschechoslowakei. Die Spalte „von – bis“ bezieht sich auf die Amtszeit der einzelnen Minister, nicht auf die der Regierungen. Kommissarische Amtsführungen sind in dieser Liste nicht gekennzeichnet.

## Tschechoslowakische Republik 1918–1938
| Minister         | Bild | Partei | von – bis                            | Regierung |
| ---------------- | ---- | ------ | ------------------------------------ | --- |
| Alois Rašín      |      | ČsND   | 14. November 1918 – 8. Juli 1919     | Regierung Karel Kramář |
| Cyril Horáček    |      | RSZML  | 8. Juli 1919 – 9. Oktober 1919       | Regierung Vlastimil Tusar I |
| Kuneš Sonntag    |      | RSZML  | 9. Oktober 1919 – 25. Mai 1920       | Regierung Vlastimil Tusar I |
| Karel Engliš     |      | ČsND   | 25. Mai – 21. März 1921              | Regierung Vlastimil Tusar II Regierung Jan Černý I |
| Vladimír Hanačík |      |        | 21. März 1921 – 26. September 1921   | Regierung Jan Černý I |
| Augustin Novák   |      | ČsND   | 26. September 1921 – 7. Oktober 1922 | Regierung Edvard Beneš |
| Alois Rašín      |      | ČsND   | 7. Oktober 1922 – 18. Februar 1923   | Regierung Antonín Švehla I |
| Bohdan Bečka     |      | ČsND   | 24. Februar 1923 – 9. Dezember 1925  | Regierung Antonín Švehla I |
| Karel Engliš     |      |        | 9. Dezember 1925 – 25. November 1928 | Regierung Antonín Švehla II Regierung Jan Černý II Regierung Antonín Švehla III                                                                              |
| Bohumil Vlasák   |      |        | 25. November 1928 – 7. Dezember 1929 | Regierung Antonín Švehla III Regierung František Udržal I |
| Karel Engliš     |      |        | 7. Dezember 1929 – 16. April 1931    | Regierung František Udržal II |
| Karel Trapl      |      |        | 16. April 1931 – 17. März 1936       | Regierung František Udržal II Regierung Jan Malypetr I Regierung Jan Malypetr II Regierung Jan Malypetr III Regierung Milan Hodža I Regierung Milan Hodža II |
| Emil Franke      |      | ČSNS   | 17. März 1936 – 28. März 1936        | Regierung Milan Hodža II |
| Josef Kalfus     |      |        | 28. März 1936 – 21. Juli 1937        | Regierung Milan Hodža II |
| Emil Franke      |      | ČSNS   | 21. Juli – 2. Oktober 1937           | Regierung Milan Hodža III |
| Josef Kalfus     |      |        | 2. Oktober 1937 – 4. Oktober 1938    | Regierung Milan Hodža III Regierung Jan Syrový I |

## Tschecho-Slowakische Republik 1938–1939
| Minister                             | Bild | Partei | von – bis                           | Regierung                                                                                     |
| ------------------------------------ | ---- | ------ | ----------------------------------- | --------------------------------------------------------------------------------------------- |
| Tschecho-Slowakei (Zentralregierung) |      |        |                                     |                                                                                               |
| Josef Kalfus                         |      |        | 4. Oktober 1938 – 15. März 1939     | Regierung Jan Syrový II Regierung Rudolf Beran I                                              |
| Slowakei (autonome Republik)         |      |        |                                     |                                                                                               |
| Pavol Teplanský                      |      |        | 6./7. Oktober 1938 – 11. März 1939  | Regierung Jozef Tiso I Regierung Jozef Tiso II Regierung Jozef Tiso III Regierung Jozef Sivák |
| Alexander Hručiek                    |      |        | 11. März 1939 – 14. März 1939       | Regierung Karol Sidor                                                                         |
| Karpatenukraine (autonome Republik)  |      |        |                                     |                                                                                               |
| (kein Finanzminister ernannt)        |      |        |                                     | Regierung Andrij Brodij                                                                       |
| Awgustyn Woloschyn                   |      |        | 26. Oktober 1938 – 1. Dezember 1938 | Regierung Awgustyn Woloschyn I                                                                |
| (kein Finanzminister ernannt)        |      |        |                                     | Regierung Awgustyn Woloschyn II                                                               |
| Lev Prchala                          |      |        | 6. März 1939 – 15. März 1938        | Regierung Awgustyn Woloschyn III                                                              |

## Zweiter Weltkrieg
| Minister                                   | Bild | Partei | von – bis                        | Regierung                                                                                           |
| ------------------------------------------ | ---- | ------ | -------------------------------- | --------------------------------------------------------------------------------------------------- |
| Protektorat Böhmen und Mähren              |      |        |                                  | |
| Josef Kalfus                               |      | NS     | 16. März 1939 – 5. Mai 1945      | Regierung Rudolf Beran II Regierung Alois Eliáš Regierung Jaroslav Krejčí Regierung Richard Biernet |
| Slowakischer Staat                         |      |        |                                  | |
| Mikuláš Pružinský                          |      |        | 14. März 1939 – 4. April 1945    | Regierung Jozef Tiso IV Regierung Vojtech Tuka Regierung Štefan Tiso                                |
| Die Republik Karpatenukraine (selbständig) |      |        |                                  | |
| Julij Braschtschajko                       |      |        | 15. März 1939 – 18. März 1939    | Regierung Julijan Rewaj                                                                             |
| Exilregierung (London)                     |      |        |                                  | |
| Eduard Outrata                             |      | ČSNS   | 21. Juli 1940 – 27. Oktober 1941 | Regierung Jan Šrámek I                                                                              |
| Ladislav Karel Feierabend                  |      | RSZML  | 27. Oktober 1941 – 5. April 1945 | Regierung Jan Šrámek I                                                                              |

## Tschechoslowakische Republik 1945–1948
| Minister         | Bild | Partei | von – bis                    | Regierung                                                    |
| ---------------- | ---- | ------ | ---------------------------- | ------------------------------------------------------------ |
| Vavro Šrobár     |      | DS     | 5. April 1945 – 2. Juli 1946 | Regierung Zdeněk Fierlinger I Regierung Zdeněk Fierlinger II |
| Jaromír Dolanský |      | KSČ    | 2. Juli 1946 – 15. Juni 1948 | Regierung Klement Gottwald I Regierung Klement Gottwald II   |

## Tschechoslowakische Republik 1948–1960
| Minister         | Bild | Partei | von – bis                          | Regierung                                             |
| ---------------- | ---- | ------ | ---------------------------------- | ----------------------------------------------------- |
| Jaromír Dolanský |      | KSČ    | 15. Juni 1948 – 5. April 1949      | Regierung Antonín Zápotocký                           |
| Jaroslav Kabeš   |      | KSČ    | 5. April 1949 – 14. September 1953 | Regierung Antonín Zápotocký Regierung Viliam Široký I |
| Július Ďuriš     |      | KSČ    | 14. September 1953 – 11. Juli 1960 | Regierung Viliam Široký I Regierung Viliam Široký II  |

## Tschechoslowakische Sozialistische Republik 1960–1990
| Minister                                                     | Bild | Partei | von – bis                              | Regierung |
| ------------------------------------------------------------ | ---- | ------ | -------------------------------------- | --- |
| Tschechoslowakische Sozialistische Republik                  |      |        |                                        | |
| Július Ďuriš                                                 |      | KSČ    | 11. Juli 1960 – 20. September 1963     | Regierung Viliam Široký III |
| Richard Dvořák                                               |      | KSČ    | 20. September 1963 – 20. Januar 1967   | Regierung Jozef Lenárt |
| Bohumil Sucharda                                             |      | KSČ    | 20. Januar 1967 – 29. September 1969   | Regierung Jozef Lenárt Regierung Oldřich Černík I Regierung Oldřich Černík II |
| Rudolf Rohlíček                                              |      | KSČ    | 29. September 1969 – 14. Dezember 1973 | Regierung Oldřich Černík III Regierung Lubomír Štrougal I Regierung Lubomír Štrougal II                                                                                                |
| Leopold Lér                                                  |      | KSČ    | 14. Dezember 1973 – 4. Oktober 1985    | Regierung Lubomír Štrougal II Regierung Lubomír Štrougal III Regierung Lubomír Štrougal IV                                                                                             |
| Jaromír Žák                                                  |      | KSČ    | 29. November 1985 – 11. Oktober 1988   | Regierung Lubomír Štrougal IV Regierung Lubomír Štrougal V Regierung Lubomír Štrougal VI                                                                                               |
| Jan Stejskal                                                 |      | KSČ    | 12. Oktober 1988 – 10. Dezember 1989   | Regierung Ladislav Adamec Regierung Marián Čalfa I |
| Václav Klaus                                                 |      | OF     | 10. Dezember 1989 – 27. Juni 1990      | Regierung Marián Čalfa II |
| Tschechische Sozialistische Republik (Teilrepublik, ab 1969) |      |        |                                        | |
| Leopold Lér                                                  |      | KSČ    | 8. Januar 1969 – 14. Dezember 1973     | Regierung Stanislav Rázl Regierung Josef Kempný und Josef Korčák Regierung Josef Korčák II                                                                                             |
| Jaroslav Tlapák                                              |      | KSČ    | 9. Dezember 1971 – 18. Juni 1986       | Regierung Josef Korčák II Regierung Josef Korčák III Regierung Josef Korčák IV |
| Jiří Nikodým                                                 |      | KSČ    | 18. Juni 1986 – 29. Juni 1990          | Regierung Josef Korčák V, Ladislav Adamec, František Pitra und Petr Pithart |
| Slowakische Sozialistische Republik (Teilrepublik, ab 1969)  |      |        |                                        | |
| Karol Martinka                                               |      | KSČ    | 2. Januar 1969 – 3. Oktober 1969       | Regierung Štefan Sádovský und Peter Colotka |
| Jozef Gajdošík                                               |      | SSO    | 3. Oktober 1969 – 28. April 1970       | Regierung Štefan Sádovský und Peter Colotka |
| František Mišeje                                             |      | KSČ    | 28. April 1970 – 8. Dezember 1989      | Regierung Štefan Sádovský und Peter Colotka Regierung Peter Colotka I Regierung Peter Colotka II Regierung Peter Colotka III Regierung Peter Colotka IV, Ivan Knotek und Pavol Hrivnák |
| Michal Kováč                                                 |      | -      | 12. Dezember 1989 – 26. Juni 1990      | Regierung Milan Čič |

## Tschechische und Slowakische Föderativen Republik 1990–1992
| Minister                                         | Bild | Partei   | von – bis                         | Regierung                                                                   |
| ------------------------------------------------ | ---- | -------- | --------------------------------- | --------------------------------------------------------------------------- |
| Tschechische und Slowakische Föderative Republik |      |          |                                   |                                                                             |
| Václav Klaus                                     |      | OF / ODS | 27. Juni 1990 – 2. Juli 1992      | Regierung Marián Čalfa II                                                   |
| Jan Klak                                         |      | ODS      | 2. Juli – 31. Dezember 1992       | Regierung Jan Stráský                                                       |
| Tschechische Republik (Teilrepublik)             |      |          |                                   |                                                                             |
| Jiří Nikodým                                     |      | KSČ      | 18. Juni 1986 – 29. Juni 1990     | Regierung Josef Korčák V, Ladislav Adamec, František Pitra und Petr Pithart |
| Karel Špaček                                     |      | OF / OH  | 29. Juni 1990 – 2. Juli 1992      | Regierung Petr Pithart                                                      |
| Ivan Kočárník                                    |      | ODS      | 2. Juli 1992 – 31. Dezember 1992  | Regierung Václav Klaus I                                                    |
| Slowakische Republik (Teilrepublik)              |      |          |                                   |                                                                             |
| Michal Kováč                                     |      | VPN      | 12. Dezember 1989 – 14. Juni 1991 | Regierung Milan Čič Regierung Vladimír Mečiar I Regierung Ján Čarnogurský   |
| Jozef Dančo                                      |      |          | 14. Juni 1991 – 24. Juni 1992     | Regierung Ján Čarnogurský                                                   |
| Július Tóth                                      |      | HZDS     | 24. Juni 1992 – 14. März 1994     | Regierung Vladimír Mečiar II                                                |